# Cas Mudde
Cas Mudde (Geldrop, 1967) is een Nederlands politiek wetenschapper, gespecialiseerd in politiek extremisme en populisme in Europa. 
Hij studeerde en promoveerde aan de Universiteit Leiden en was van 2002 tot 2010 werkzaam aan de Universiteit van Antwerpen. Hij woont in de Verenigde Staten en werkte enige tijd bij het Janet Prindle Institute for Ethics en de DePauw University in Greencastle, Indiana. Hij is universitair hoofddocent (associate professor) aan de school voor publieke en internationale betrekkingen van de Universiteit van Georgia waar hij werkzaam is sinds augustus 2012.
Hij wordt beschouwd als een expert op het gebied van rechts-populisme, waarover hij diverse boeken en artikelen publiceerde. Mudde identificeert zichzelf als links en steekt naar eigen zeggen als lesgever zijn eigen linkse ideeën niet weg. Sinds september 2022 is Mudde lid van de Koninklijke Nederlandse Akademie van Wetenschappen.

## Boeken
- 2000 - The Ideology of the Extreme Right
- 2004 - Racist Extremism in Central and Eastern Europe
- 2007 - Populist Radical Right Parties in Europe
- 2019 - The Far Right Today